# Хуисхајм
Хуисхајм (њем. Huisheim) општина је у њемачкој савезној држави Баварска. Једно је од 43 општинска средишта округа Донау-Рис. Према процјени из 2010. у општини је живјело 1.639 становника. Посједује регионалну шифру (AGS) 9779167.

## Географски и демографски подаци
Хуисхајм се налази у савезној држави Баварска у округу Донау-Рис. Општина се налази на надморској висини од 455 метара. Површина општине износи 22,8 km². У самом мјесту је, према процјени из 2010. године, живјело 1.639 становника. Просјечна густина становништва износи 72 становника/km².